# بماهاتازانا (میاندریوازو)
بماهاتازانا (به لاتین: Bemahatazana) یک منطقهٔ مسکونی در ماداگاسکار است که در منابه واقع شده‌است. بماهاتازانا ۳٬۰۰۰ نفر جمعیت دارد و ۶۷ متر بالاتر از سطح دریا واقع شده‌است.